# Matthias Engisch
Matthias Engisch (* 1969) ist ein ehemaliger deutscher Footballspieler.

## Laufbahn
Engisch spielte für die Mannheim Redskins und die Hanau Hawks, ehe er sich 1998 den Braunschweig Lions anschloss. Der in der Offensive Line eingesetzte, 1,88 Meter messende und 145 Kilogramm wiegende Spieler stand bis 2005 im Braunschweiger Bundesligaaufgebot, 2004 musste er allerdings wegen einer Operation in Folge einer Armverletzung pausieren. Er wurde mit den Niedersachsen 1998, 1999 sowie 2005 deutscher Meister. Den Eurobowl gewann er mit Braunschweig in den Jahren 1999 und 2003. Vier weitere Male (2000, 2001, 2002, 2003) stand er im Endspiel um die deutsche Meisterschaft, musste sich gemeinsam mit seinen Kollegen aber jeweils dem Gegner beugen. Mit der deutschen Nationalmannschaft wurde Engisch bei der Europameisterschaft 2000 Zweiter.
Als Mitglied des Braunschweiger Trainerstabs betreute er die Offensive Line, war dann für die Koordinierung des Angriffsspiels zuständig, in der Saison 2010 hatte er das Cheftraineramt inne. 2011 wechselte er wieder auf den Posten des Assistenztrainers für die Offensive Line.